# شهریار آینده
شهریار آینده (به انگلیسی: The Prince In Waiting)داستانی علمی-تخیلی نوشته‌ی جان کریستوفر است.
شهریار آینده نام جلد اول سه‌گانه هم هست. جلد دوم آن آنسوی سرزمین‌های شعله‌ور و جلد سوم آن شمشیر ارواح نام دارند. این سه‌گانه به فارسی توسط انتشارات قدیانی نیز ترجمه شده‌است.

## داستان
این داستان در زمانی می‌گذرد که زمین صنعتی بر اثر اتفاقی مبهم از بین رفته و همه انسان‌ها به زندگی قرون وسطی بازگشته‌اند. در این میان افرادی از ساده لوحی انسان‌ها استفاده کرده، و دلیل این نابودی را استفاده از ماشین نشان می‌دهند. حتی به زبان آوردن این کلام ممنوع می‌شود و ارواحی ناشناخته بر انسان‌ها حکومت می‌کنند.پیش بین‌ها که برای کوچک‌ترین استفاده از دستگاه حکم اعدام را در نظر گرفته‌اند خود کسانی هستند که از دستگاه به‌طور پنهانی استفاده می‌کنند.
داستان دربارهٔ پسر نوجوانی به نام «لوک پری» است که علاقه فراوانی به جنگ و جنگاوری دارد و اتفاقات بعدی، او را در این راه قرار می‌دهد. انگاه که بشر از ترس بلاهایی که دستگاه‌ها بر سر او آورده‌اند از تمامی آن‌ها دوری می جوید و هرگونه نزدیکی به هر نوع دستگاه را با اعدام پاسخ می گوید. در این زمان مردم به ارواح عقیده دارند و کسانی به نام پیش بین وظیفه ارتباط با ارواح را به عهده دارند. قهرمان داستان به وسیله پیش گویی پیش بین به عنوان شهریار اینده لقب می‌گیرد بدون انکه از خانواده اشراف‌زادگان باشد. اما این پیش‌بینی در مرحله اول به شکست می‌انجامد و شهریار اینده از شهر خود فرار می‌کند...
این کتاب در سه مجموعه زیر انتشار یافته است:
- شهریار آینده
- آن سوی سرزمین های شعله
- شمشیر ارواح